# Metamya bricenoi
Metamya bricenoi är en fjärilsart som beskrevs av Rothschild 1911. Metamya bricenoi ingår i släktet Metamya och familjen björnspinnare. Inga underarter finns listade i Catalogue of Life.